# Silniční most (Tuřice)
Silniční most v Tuřicích je postaven na silnici II/610. Mezi obcemi Předměřice nad Jizerou a Tuřice překonává řečiště Jizery. Byl otevřen v roce 1924 a silničnímu provozu slouží dosud.